# Палошевич, Миодраг
Миодраг Палошевич (сербохорв. Миодраг Палошевић / Miodrag Palošević; 1 декабря 1901, Белград — 13 мая 1945, Зеленгора) — сербский и югославский кавалерийский офицер, деятель движения четников во время Первой и Второй мировых войн, подполковник.

## Биография
Родился 1 декабря 1901 года в Белграде. Рано осиротел. В 1915 году во время Первой мировой войны, когда сербская армия отступала перед превосходившими силами Австро-Венгрии, вступил в ряды войска под командованием короля Петра Карагеоргиевича. В возрасте 15 лет перешёл с войсками Албанию, позже присоединился к отряду четников полковника Войина Поповича, известного также как «воевода Вук». Учился во Франции, в рядах четников оставался до конца войны.
После войны Палошевич одним из первых поступил в белградскую военную академию и окончил её. Как кавалерийский офицер, он служил в разных краях Югославии, но больше всего времени служил в Белграде, где был какое-то время помощником коменданта города Воислава Томича по вопросам материально-технического снабжения.
Перед войной, когда в составе Югославской королевской армии были образованы ударные подразделения, Палошевич в звании майора был назначен командиром 1-го ударного батальона в Нови-Саде и командовал этим батальоном в Апрельской войне. Батальон участвовал в тяжёлых боях и понёс огромные потери за несколько дней до капитуляции на биелинском аэродроме; майор Палошевич со своими людьми отступил в боснийские горы. В конце апреля в районе Хан-Пиесака он встретил полковника Драголюба Михаиловича и встал под его командование. Вместе с группой офицеров, встретивших Михаиловича, Палошевич отправился на Равну-Гору, где было объявлено о провозглашении организации четников как легитимного движения сопротивления против немецкой оккупации. 
Подчинённые Палошевичу бойцы составили ядро будущей армии Михаиловича. Майор как один из приближённых Михаиловича стал главным организатором этой армии. В церквях и школах по ночам стали проводиться собрания, на которых разъяснялись цели движения четников. Непродолжительное время четники Михаиловича сотрудничали с коммунистическими партизанскими отрядами, лидером которых был Иосип Броз Тито. Палошевич командовал отрядами четников, которые сражались в октябре 1941 года при Крагуеваце и на Рапай-Брде. Вскоре четники и партизаны развязали друг против друга войну.
Палошевич был членом Верховного командования Югославской армии на родине в течение всего её существования. Летом 1942 года после формирования новых, более сильных частей Палошевич был назначен главным инспектором войск, а с 1943 года командовал Валевским корпусом четников. После организации первых офицерских школ четников он был назначен комендантом Школы резервных офицеров для кандидатов в офицеры в селе Ба.
После преобразования оставшихся четницких корпусов на совещании в Модриче 10 марта 1945 года Палошевич получил задание возглавить Джакскую группу и вместе с ней отправился на Зеленгору, где четники в мае 1945 года приняли сражение против партизанской армии и потерпели сокрушительное поражение. В ходе этого сражения подполковник Палошевич находился в средней колонне Верховного командования. После разгрома оставшихся сил четников Палошевич с группой 25 человек отступил.
13 мая 1945 года при попытке переправиться через Сутьеску Павлович попал в засаду партизан и отступили в направлении реки Пива. Там его окружил батальон одной из черногорских партизанских бригад, бойцы которой призвали подполковника сдаться. В завязавшейся перестрелке Палошевич был убит. Чтобы партизаны не опознали его, кто-то из окружения Павловича сбрил ему волосы и бороду. Тела Палошевича и остальных погибших четников сбросили в воды Сутьески.